# Comuna Čeminac, Osijek-Baranja
Čeminac este o comună în cantonul Osijek-Baranja, Croația, având o populație de 2.909 locuitori (2011).

## Demografie
Componența etnică a comunei Čeminac
     Croați (88,24%)
     Sârbi (5,91%)
     Maghiari (3,09%)
     Necunoscut (0,76%)
     Neclasificat (1,75%)
Componența confesională a comunei Čeminac
     Catolici (90,13%)
     Ortodocși (6,12%)
     Necunoscută (1,41%)
     Alte religii (2,34%)
Conform recensământului din 2011, comuna Čeminac avea 2.909 locuitori. Din punct de vedere etnic, majoritatea locuitorilor (88,24%) erau croați, existând și minorități de sârbi (5,91%) și maghiari (3,09%). Apartenența etnică nu este cunoscută în cazul a 0,76% din locuitori. Din punct de vedere confesional, majoritatea locuitorilor (90,13%) erau catolici, cu o minoritate de ortodocși (6,12%). Pentru 1,41% din locuitori nu este cunoscută apartenența confesională.